# بن سفيد (صوغان)
بن سفيد (بالفارسية: بن سفید) هي قرية تقع في إيران في قسم صوغان الريفي. يقدر عدد سكانها بـ 0 نسمة بحسب إحصاء 2016.